# Fernand Vanhemelryck
Fernand Vanhemelryck (Ukkel, 9 februari 1940) is een Belgisch voormalig hoogleraar, auteur en bestuurder.

## Levensloop
Fernand Vanhemelryck behaalde in 1963 het diploma van licentiaat geschiedenis aan de Rijksuniversiteit Gent. In 1968 promoveerde hij aldaar tot doctor in de letteren en wijsbegeerte, groep Geschiedenis, met als promotor prof. dr. Raoul Van Caenegem.
In 1969 ging hij als lector aan de slag aan de Universitaire Faculteiten Sint-Aloysius (UFSAL). Als specialist in de geschiedenis van de criminaliteit en het strafrecht werd hij vervolgens in 1972 hoogleraar en vanaf 1976 gewoon hoogleraar. Sinds 1993 was hij tevens buitengewoon hoogleraar aan de Katholieke Universiteit Leuven. Aan de UFSAL was hij decaan van de Faculteit Rechten (1975) en rector (1982-1992). In 1991, onder zijn rectorschap, werd de UFSAL omgevormd tot de Katholieke Universiteit Brussel (KUB).
In 1996 volgde hij Lieven Van Gerven op als voorzitter van het Davidsfonds. In 2001 werd hij zelf opgevolgd door Peter Peene.